# Ноябревка
Ноя́бревка (рос. Ноябревка, башк. Ноябрь) — присілок у складі Гафурійського району Башкортостану, Росія. Входить до складу Янгіскаїнської сільської ради.
Населення — 8 осіб (2010; 11 в 2002).
Національний склад:
- татари — 100%